# Lobocentrus zonatus
Lobocentrus zonatus är en insektsart som beskrevs av Carl Stål. Lobocentrus zonatus ingår i släktet Lobocentrus och familjen hornstritar. Inga underarter finns listade i Catalogue of Life.